# 장징궈

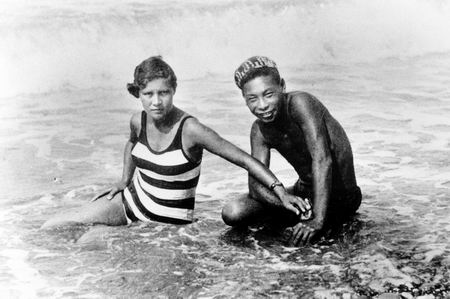
1935년, 소련에서의 장팡량(왼쪽)과 장징궈(오른쪽)

장징궈(중국어 정체자: 蔣經國, 병음: Jiǎng Jīngguó, 한자음: 장경국, 1910년 3월 18일 ~ 1988년 1월 13일)은 중국 국민당의 정치지도자이자, 중화민국의 군인 겸 정치인이다.
자(字)는 젠펑(建豐)이며 소련 거주 시절 러시아식 이름은 니콜라이 블라디미로비치 옐리자로프(Nikolai Vladimirovich Elizarov)이다.
장제스(蔣介石)의 맏아들로 중화민국 정부의 요직을 거친 그는, 현역 육군 대장 시절이던 1965년 1월 14일을 기하여 중화민국 국방부 장관에 취임하여 이후 1965년 1월 14일부터 1969년 6월 30일까지 4년을 넘도록 중화민국 국방부 장관 직책을 지냈고, 특히 중화민국 국방장관 재직중이던 1968년 12월 29일을 기하여 중화민국 육군 대장 예편하였으며 1972년부터 1978년까지는 중화민국 수상인 중화민국 행정원 원장을 지냈고 그 사이 1976년부터 1977년까지는 중화민국의 총통 권한대행을 1년간 지냈으며, 1978년부터 사망할 때까지 중화민국의 총통을 지냈다.

## 생애
장징궈는 장제스와 그의 첫 번째 부인인 마오푸메이(毛福梅)의 아들로 저장성(浙江省) 펑화 현(奉化縣)에서 태어났다. 아버지 장제스는 그를 엄격하게 공부시켰으며 아들에게 지나치게 권위주의적이고 무심한 태도를 보였다고 한다. 1925년 그는 모스크바로 가서 공산주의를 공부하고자 했는데, 당시는 제1차 국공합작으로 이러한 흐름이 자연스러운 일이었기 때문에 장제스는 반대하지 않았다. 그는 모스크바 중산 대학에서 카를 라데크의 지도를 받았다. 그는 공산주의를 열정적으로 공부했으며 어느 정도 트로츠키주의로 기울었다. 이오시프 스탈린은 따로 그를 불러 트로츠키주의를 부인하라고 요청하고 그가 수락하자 그때 소련 공산당에 가입이 허락되었다고 하는데 나중에 장징궈는 이를 부인했다.
1927년 장제스가 4.12사건으로 공산당을 학살하자 장징궈는 이를 맹렬히 비판하고 중국으로 돌아가지 않고 소비에트 연방에 남을 것을 선언했다. 그는 레닌그라드에 있는 톨마체프 중앙군사정치학교를 졸업하고 우랄 산맥의 철강공장에서 노동자로 일하다가 1935년 벨라루스계 러시아 여자인 장팡량(蔣方良)과 결혼했다.
장징궈는 1936년에도 아버지의 정책을 비난했지만, 나중에는 아버지에 대한 비난이나 소련에 체류한 것 등이 모두 강요에 따른 행동이었다고 주장했다. 1937년, 중국에서 장제스가 공산당과 새로운 연합전선을 구축하자 스탈린은 장징궈가 소련을 떠나는 것을 허락했다.
소련에서 귀국한 장징궈는 국민당 정권에 소속되어 일을 맡았다. 국공 내전이 발발하자 그는 상하이에서 국민당의 인기를 만회하고자 부패한 관리와 기업가를 엄단했고 화폐 개혁을 하는 등 꺼져가는 국민당의 불꽃을 살리려는 노력을 경주했다. 이러한 그의 노력은 처음에는 효과가 있는 듯 싶었으나, 나중에 그의 계모인 쑹메이링과의 관계가 악화되자 장제스는 장징궈를 물러나게 하였다. 그 후로 그와 쑹은 평생 관계가 좋지 않았다.
1949년에 중국 공산당이 본토를 장악하고 중화민국은 타이완으로 후퇴한 뒤, 장징궈는 타이완에 자리잡은 중화민국 정부의 군대와 안보기관의 책임자로 국민당을 지휘했고, 1965년에는 국방장관이 되었다. 1972년, 행정원장(총리)으로 임명되었다. 1973년, 장제스가 병석에 누운 뒤부터 장징궈는 사실상 중화민국의 통치자로서 활동했다.
1978년, 중화민국 6대 총통으로 취임하여 1988년, 7대 총통 임기 중간에 서거하였다.
그는 정부의 부정 부패를 척결하고 정실(情實) 인사를 배격했으며 본토 출신들이 차지하고 있던 입법원과 행정원에 본성인(本省人: 명 말기 본토에서 건너간 한족) 출신 인사들을 더 많이 기용하여 정부의 지지 기반을 넓혔다.
1970년대부터는 중화인민공화국의 성장에 따라 많은 나라들이 중화민국 정부와 외교관계를 단절하자, 그는 중화민국의 정치적 안정과 외교관계를 계속 유지하려고 애썼다.
1987년 7월 15일에는 국부천대 이후 38년 간 선포되었던 계엄령을 해제하여 현실적인 민주화의 기틀을 마련하였다. 1988년 1월 13일, 장징궈는 사망하였다. CIA에 포섭된 장셴이(張憲義) 대만 국방부 산하 핵연구소 부소장(대령급)이 핵 개발 자료를 들고 미국으로 망명한 3일째 되는날이었다.

## 트리비아
장징궈는 장팡량(蔣方良)과 혼인 관계 중 내연녀 장야뤄(章亞若)와의 사이에서 아들 장샤오옌(蔣孝嚴)과 장샤오쯔(章孝慈)를 얻었다. 이 중 장샤오옌은 자신이 장징궈의 아들임을 주장했으나 장징궈 부인 장팡량의 반대로 호적에 오르지 못했다. 장샤오옌은 2007년 3월 31일을 기하여 장징궈의 아들로 본성을 회복하였다.

## 학력
- 소련 러시아 모스크바 중산 대학교 철학과 학사
- 소련 군사정보국 부설 정보학교 졸업
- 소련 러시아 레닌그라드 톨마체프 군사정치학교 졸업
- 중화민국 국방참모학교 졸업

## 가계
- 아버지: 장제스(蔣介石, 1887년 10월 31일 ~ 1975년 4월 5일)
- 친어머니: 마오푸메이(毛福梅, 1882년 11월 9일 ~ 1939년 12월 12일)
- 계모: 천제루(陳潔如, 1906년 8월 26일 ~ 1971년 1월 21일, 아명(兒名)은 천펑(陳鳳, 진봉), 천루(陳璐).)
- 계모: 쑹메이링(宋美齡, 1897년 3월 5일 ~ 2003년 10월 24일, 영문명(英文名)은 May-Ling Soong.)
- 서모(庶母): 야오예청(姚冶誠, 1889년 ~ 1972년).
- 이복동생: 장웨이궈(蔣緯國, 1916년 10월 6일 ~ 1997년 9월 22일, 영문명(英文名)은 Wego Chang. 중화민국의 군인, 정치인. 前 중화민국 타이완 국가안전회의 비서장. 중화민국 육군 대장 전역.)
- 법적 이모부뻘: 쿵샹시(孔祥熙, 1881년 9월 11일 ~ 1967년 8월 16일, 쑹메이링의 형부. 前 중화민국 중앙은행 총재.)
- 법적 이모뻘: 쑹아이링(宋靄齡, 1888년 6월 24일 ~ 1973년 10월 18일, 영문명(英文名)은 Eling Soong. 영문 초명(英文 初名) Ai-Ling Soong. 쑹메이링의 언니. 쿵샹시의 부인.)
- 법적 이모부뻘: 쑨원(孫文, 1866년 11월 12일 ~ 1925년 3월 12일, 쑹메이링의 형부. 前 중화민국 대통령.)
- 법적 이모뻘: 쑹칭링(宋慶齡, 1890년 1월 27일 ~ 1981년 5월 29일, 영문명(英文名)은 Ching-Ling Soong. 쑹메이링의 형부. 쑨원의 2번째 부인. 前 중화인민공화국 명예 국가원수 겸 중국공산당 전국인민정치협상회의 명예 의장.)
- 법적 이종사촌 형뻘: 쑨커(孫科, 1895년 10월 21일 ~ 1973년 9월 13일, 쑨원의 아들. 前 중화민국 타이완 고시원 원장.)
- 법적 외숙부뻘: 쑹쯔원(宋子文, 1891년 12월 4일 ~ 1971년 4월 26일, 영문명(英文名)은 Paul Soong. 영문 초명(英文 初名) Tzu-Ven Soong. 쑹메이링의 오빠. 前 중화민국 타이완 행정원 원장.)
- 법적 외숙부뻘: 쑹쯔량(宋子良, 1903년 ~ 1983년, 영문명(英文名)은 Tzu-Liang Soong. 쑹메이링의 남동생. 前 중화민국 타이완 외교부 비서관.)
- 법적 외숙부뻘: 쑹쯔안(宋子安, 1906년 ~ 1969년 2월 25일, 영문명(英文名)은 Tzu-An Soong. 쑹메이링의 남동생. 前 홍콩 광둥 은행 총재.)
- 전처: 펑푸넝(馮弗能, 아명(兒名)은 馮沸能(펑페이넝(풍비능)), 馮弗能(펑푸넝(풍불능))), 1911년 9월 26일 ~ 1979년 3월 11일, 펑위샹(馮玉祥, 1882년 11월 6일 ~ 1948년 9월 1일)의 장녀. 1926년 3월 29일 결혼했다가 1년 후 1927년 8월 29일 이혼.)
- 후처: 장팡량(蔣方良, 1916년 5월 15일 ~ 2004년 12월 15일. 벨라루스계 러시아인. 1935년 3월 15일 결혼.)
  - 아들: 장샤오원(蔣孝文, 1935년 12월 14일 ~ 1989년 4월 14일)
    - 손녀: 장여우메이(蔣友梅)

  - 딸: 장샤오장(蔣孝章, 1937년 2월 15일 ~ )
  - 아들: 장샤오우(蔣孝武, 1945년 4월 25일 ~ 1991년 7월 1일)
    - 손자: 장여우쑹(蔣友松)
    - 손녀: 장여우란(蔣友蘭)

  - 아들: 장샤오융(蔣孝勇, 1948년 10월 27일 ~ 1996년 12월 22일)
    - 손자: 장유바이(蔣友柏)
    - 손자: 장유창(蔣友常)
    - 손자: 장유칭(蔣友靑)
- 정부(情婦): 장야뤄(章亞若, 1913년 ~ 1942년 8월 16일)
  - 서자(庶子): 장샤오옌(蔣孝嚴, 1942년 3월 1일 ~ )
    - 서손녀(庶孫女): 장후이란(蔣蕙蘭)
    - 서손녀(庶孫女): 장후이윈(蔣蕙芸)
    - 서손자(庶孫子): 장완안(蔣萬安)

  - 서자(庶子): 장샤오쯔(章孝慈, 1942년 3월 1일 ~ 1996년 2월 24일)
    - 서손자(庶孫子): 장진쑹(蔣勁松, 2007년 장(蔣)씨 성 회복)
    - 서손녀(庶孫女): 장유쥐(蔣友菊, 2007년 장(蔣)씨 성 회복)

## 같이 보기
- 장제스
- 장샤오옌
- 중국 국민당
- 중화민국의 외교
- 황원슝 (활동가)
- 쩡 쯔차이